# Hapalopus aymara
Hapalopus aymara là một loài nhện trong họ Theraphosidae.
Loài này thuộc chi Hapalopus. Hapalopus aymara được miêu tả năm 2009 bởi Perdomo, Panzera & Pérez-Miles.